# Schlagflur

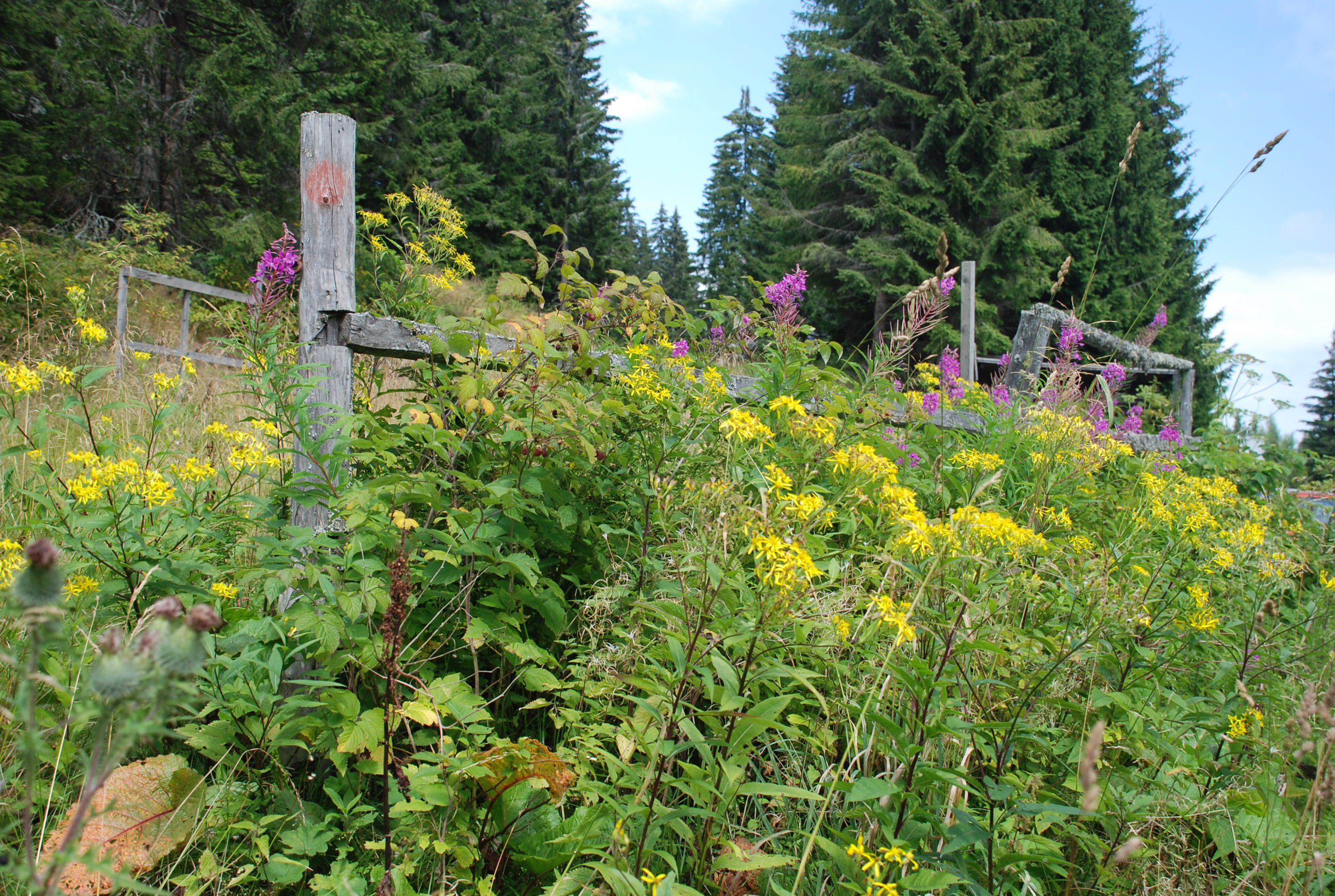
Schlagflur mit Fuchs-Greiskraut (gelb blühend) und Schmalblättrigem Weidenröschen (lila blühend)

Als Schlagflur wird in der Pflanzensoziologie die Vegetation bezeichnet, die sich nach der natürlichen oder künstlichen Entstehung einer Waldlichtung auf deren Grundfläche etabliert.
Typische Vertreter der so genannten Schlagflora sind in Mitteleuropa beispielsweise Weidenröschen, Brombeeren und Walderdbeeren. Die charakteristische Pflanzengesellschaft (Klasse) der Schlagfluren und Vorwald-Gehölze wird als Epilobietea angustifolii bezeichnet.